# Oliver Dulić
Oliver Dulić (en serbe cyrillique : Оливер Дулић ; né le 21 janvier 1975 à Belgrade) est un homme d'État serbe. Membre du Parti démocrate (DS), il est, en 2007 et 2008, président de l'Assemblée nationale de la république de Serbie. Du 7 juillet 2008 au 27 juillet 2012, il est ministre de l'Environnement et de l'Aménagement du territoire dans le gouvernement présidé par Mirko Cvetković.

## Biographie
Oliver Dulić, né à Belgrade, effectue ses études primaires et secondaires à Subotica en Voïvodine, puis il suit les cours de la Faculté de médecine de l'université de Belgrade, dont il sort diplômé en 1999 ; il poursuit ensuite sa spécialisation à l'Université d'Oslo. En 2007, il se spécialise en chirurgie orthopédique et en traumatologie à l'Université de Belgrade.
Oliver Dulić commence sa carrière politique en 1996 et, en 1997, il est un des chefs des manifestations étudiantes à Belgrade. La même année, il rejoint le mouvement Otpor puis le Parti démocrate. Il devient ensuite président de la section locale du parti à Subotica. De 2000 à 2006, il est vice-président du bureau du parti dans la province de Voïvodine et devient également membre du comité central. Dans le cadre de ses fonctions politiques, Dulić est à la tête du district de Bačka septentrionale de 2001 à 2003. En 2003, il est élu député au Parlement de Serbie-et-Monténégro. Aux élections municipales de 2003, à Subotica, il est battu d'une courte tête par le maire sortant Géza Kucsera, de l'Alliance des Hongrois de Voïvodine . Depuis 2006, il est membre de la présidence du Parti démocratique.
Dulić est élu président du Parlement de Serbie le 23 mai 2007. Il est soutenu par 136 députés appartenant à une coalition formée par le Parti démocrate et comprenant également le Parti démocrate de Serbie, le parti G17 Plus, des « députés de Voïvodine » et les représentants des minorités nationales. Son élection met fin à la longue crise institutionnelle qui suit les élections législatives de 2007. À ce poste, il succède à Tomislav Nikolić, dirigeant effectif du Parti radical serbe, qui n'est resté en place que cinq jours. À trente-deux ans, Oliver Dulić est le plus jeune président de l'histoire du Parlement de Serbie. Il est réélu député du Parti Démocrate aux élections anticipées de 2008.

### Vie privée
Oliver Dulić est marié à Andrea Kuzman. Outre le serbe, Dulić parle couramment anglais, hongrois, norvégien et allemand. Il suit les cours de l'école de musique de Subotica et joue de la guitare, du piano et de la tamburica. Il est joueur professionnel de water-polo, notamment pendant quinze ans au club de Subotica. Il possède une petite société d'informatique à Subotica. 
Issu d'un mariage mixte, Dulić est partiellement d'origine croate (Bunjevac). Dans une entrevue accordée à la chaîne de télévision croate Nova TV, il affirme qu'il se définit comme yougoslave et qu'il se considère tout autant comme un membre de toutes les minorités ethniques du pays.